# Монтеботолино (Арецо)
Монтеботолино је насеље у Италији у округу Арецо, региону Тоскана.
Према процени из 2011. у насељу је живело 2 становника. Насеље се налази на надморској висини од 863 м.